# 東海 (列車)

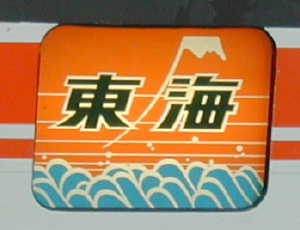
ヘッドマーク

東海（とうかい）は、かつて日本国有鉄道（国鉄）が、分割民営化後は東海旅客鉄道（JR東海）および東日本旅客鉄道（JR東日本）が東海道本線で運転していた列車である。列車種別は準急→急行→特別急行と変遷し、末期にはワイドビュー車両を使用していたことから「（ワイドビュー）東海」と案内されていた。
本項では、東海道本線の東京駅 - 名古屋駅間で運行された優等列車の沿革についても記述する。

## 概要
「東海」は、1955年7月20日に東京駅 - 名古屋駅間で準急「東海」として運転を開始。1959年9月には「東海」の補完列車として、準急「新東海」が設定された。1961年10月に「新東海」を速達化して特急「おおとり」に変更し、「東海」は昼行6往復・夜行1往復の7往復体制で、このときが運転本数としては最盛期であった。
1966年3月に急行列車化され、1972年3月には全列車の運転区間を東京駅 - 静岡駅間に変更した。1996年3月には特急列車に格上げされ、運転区間が東海道新幹線と並行する数少ない昼行特急列車として、東海道新幹線の補完輸送の役目を担い、新幹線が経由しない沿線主要駅に対し乗換不要のサービスを提供していたが、2007年3月に利用客の減少により運行を終了した。

## 運行概況
廃止時点で、朝と夕方に1往復ずつ、計1日2往復運転されていた。列車番号は3XM（Xは号数）であった。
東京駅 - 三島駅間は同区間を走る「踊り子」の設定時間帯の前後を走り、「踊り子」が通過する平塚駅へも停車していたが、特急化当初は川崎駅と平塚駅は通過していた。
特急料金は、東京駅 - 熱海駅間の停車駅相互区間のみ利用の場合は「踊り子」と同様にJR東日本のB特急料金が、東京駅 - 熱海駅間の各駅と三島駅を利用する場合はJR東海のB特急料金が、そのほかの場合はA特急料金が適用されていた。ただし、三島駅・沼津駅 - 静岡駅間で自由席を利用する場合に限り、特定特急料金950円として、同区間の東海道新幹線自由席料金と同額に合わせていた。

### 停車駅
東京駅 - 品川駅 - 川崎駅 - 横浜駅 - 大船駅 - 平塚駅 - 小田原駅 - 湯河原駅 - 熱海駅 - 三島駅 - 沼津駅 - 富士駅 - 清水駅 - 静岡駅
急行時の停車駅（列車・時期により異なる）
東京駅 - 新橋駅（上りのみ） - 品川駅 - 川崎駅 - 横浜駅 - 大船駅 - 藤沢駅 - 茅ケ崎駅 - 平塚駅 - 国府津駅 - 小田原駅 - 湯河原駅 - 熱海駅 - 函南駅 - 三島駅 - 沼津駅 - 吉原駅 - 富士駅 - 新蒲原駅 - 蒲原駅 - 清水駅 - 静岡駅

### 使用車両・編成
JR東海静岡車両区所属の373系6両編成（2編成併結）を使用し、指定席車を2両連結しているがグリーン車はなく、普通車のみのモノクラス編成であった。
1号車・2号車は座席指定席（1号車禁煙・2号車喫煙）で、それ以外（3号車 - 6号車）は自由席（5号車以外禁煙）となっていた。1号車・4号車以外の各車両には、大型テーブルを備えた固定ボックス席が2号車・5号車に4区画、3号車・6号車に2区画設けられ、同じ373系を使用する「ふじかわ」「伊那路」と異なり、自由席車に設置されている区画については自由席料金で利用が可能であった。

## 東京対名古屋間優等列車沿革

### 戦前の展開
- 1940年（昭和15年）10月1日：東京駅 - 名古屋駅間に急行1041・1040列車が設定される。
  - 東海道本線の急行列車は東京 - 関西・山陽を走る長距離列車にのみ設定されていたが、それまでの準急列車（現在の快速列車に相当）を格上げし、当時は比較的短距離の優等列車であるため、食堂車などは連結されなかった。なお、東京駅 - 名古屋駅間の所要時間は下りが6時間45分、上りが6時間35分であった。
- 1942年（昭和17年）11月15日：急行1041・1040列車は、列車番号を改め125・126列車となる。
- 1943年（昭和18年）2月1日：急行125・126列車廃止。

### 東名間準急「東海」と周辺列車群
- 1949年（昭和24年）9月15日：東京駅 - 名古屋駅間に夜行準急31・32列車が設定される。
  - 戦後の準急列車は特別料金を要する優等列車との位置付けとなり、急行より速度・設備が劣る代わりに料金を低廉にした列車として設定された。
- 1950年（昭和25年）10月1日：31・32列車を格上げ・区間延長する形で、東京駅 - 湊町駅（現在のJR難波駅）・鳥羽駅間に関西本線経由の夜行急行列車を設定、翌11月に「大和」（やまと）と名付けられた。ただ前述の経緯もあって東海道線内のみの利用客も多く、編成の約半分は東京駅 - 名古屋駅間の連結であった。
- 1955年（昭和30年）7月20日：東京駅 - 名古屋駅間を結ぶ準急列車として「東海」の運転開始。
  - 運行当初の編成は二等車（現在：グリーン車）1両、三等車（現在：普通車）9両の10両編成で、車両は「伊勢」・「大和」の東京駅 - 名古屋駅間連結車両と共通運用であった。
- 1957年（昭和32年）10月1日：客車で運行されていた「東海」を大垣電車区（現在：大垣車両区）に配置の80系300番台電車（二等車は一部0番台を混用）に変更し、二等車を2両に増結。3往復に増発し、上り2本を除いて運転区間を大垣駅まで延長。
  - 電車列車として300kmを超える運行は初めての試みであった。
  - また、列車名称を「東海1号」「東海2号」のように同一名称を付与して「○○号」で区分した。それまでは同一区間を運行するものであっても指定席券誤発券防止や、朝・昼・夕方始発など運行上での区別をする意味合いから列車ごとに異なる愛称を与えていたので、号数による区分はこの「東海」が最初である。
- 1957年（昭和32年）12月23日 - 1958年（昭和33年）1月15日：下り東京駅 - 名古屋駅、上り大垣駅 - 東京駅間に愛称なしの臨時夜行準急1往復を運転。この列車は現在の「ムーンライトながら」の元祖ともいえる列車であった。
- 1958年（昭和33年）10月1日：このときのダイヤ改正により、以下のように変更。
  1. 「東海」を東京駅 - 名古屋駅間に夜行1往復を増発。
  2. 上り「東海1号」始発駅を大垣駅に、下り「東海3号」の名古屋駅 - 大垣駅間を普通列車に変更。
- 1958年（昭和33年）11月1日 - 1959年（昭和34年）4月：「東海」に新型車両である91系→153系に置換え、12両編成に増強される[3]。
- 1959年（昭和34年）9月22日：以下のように変更する。
  1. 「東海」の補完列車として以下の列車を設定。
    1. 東京駅 - 名古屋駅間に全車座席指定制の準急「新東海」（しんとうかい）
      - 「新東海」では「東海」と同一の12両編成を使用する。

    2. 東京駅 - 浜松駅間に準急「はまな」
      - 「はまな」では田町電車区（現在：東京総合車両センター田町センター）の153系10両編成を使用。
- 1960年（昭和35年）
  - 4月1日：東京駅 - 静岡駅間（上りは品川駅止まり）に行楽用臨時準急「日本平」（にほんだいら）を設定。
  - 6月1日：ダイヤ改正により、以下のように設定する。
    1. 東京駅 - 大垣駅間で修学旅行列車「こまどり」の間合いで臨時準急「長良」（ながら）が運転開始。
    2. 沼津駅 - 名古屋駅間で準急「するが」が運転開始
      - ともに車両は田町電車区153系10両編成で、同時設定の急行「せっつ」と準急「比叡」（ひえい）のうち1往復と共通運用とした。

    3. 下り「新東海」、上り「東海2号」名古屋駅 - 大垣駅間を普通列車として延長。
- 1961年（昭和36年）
  - 3月1日：「するが」で使用する車両を、宮原電車区（現在の網干総合車両所宮原支所）153系10両編成（「鷲羽」用の編成）、うち一等車1両に変更。「比叡」「鷲羽」（わしう）との共通による広域運用とする[4]。
  - 10月1日：サンロクトオのダイヤ改正により、以下のように変更する。
    1. 準急「新東海」を速達化し、特急「おおとり」に昇格。
      - 下りは東京駅 - 大阪駅間の特急列車群の終了後、上りは大阪駅発の特急到着前に到着するダイヤで、東京駅 - 名古屋駅間の特急設定は初めてであった。

    2. 「東海」が昼行6往復・夜行1往復の7往復体制となる。
    3. 「はまな」が2往復に増発される。
      - ただし、「東海」「はまな」各1往復は車両の落成の関係から運転開始は1962年（昭和37年）3月1日からとなる。

    4. 「長良」は平仮名表記の「ながら」へ改称。
- 1962年（昭和37年）10月1日：「はまな」の下り2号・上り1号浜松駅 - 豊橋駅間普通列車で延長。
- 1963年（昭和38年）10月1日：共通運用の「鷲羽」などが165系2両を増結したため、この関連で広域運用中の「するが」を「鷲羽」などと同じく12両編成に増強。「東海」の下り6号・上り2号を名古屋駅 - 大垣駅間で普通列車として延長運転。

### 新幹線開業後の「東海」と周辺列車群
- 1964年（昭和39年）10月1日：東海道新幹線開業によるダイヤ改正により、以下のように変更。
  1. 特急「おおとり」を廃止。
    - なお、「おおとり」の名称は新設の函館駅 - 網走駅・釧路駅間特急（現在：「オホーツク」・「おおぞら」・「北斗」の前身）へ転用された。

  2. 「東海」の昼行1往復を廃止。
- 1965年（昭和40年）
  - 4月：「東海」に連結する一等車がリクライニングシートのサロ152形となる。
  - 10月1日 このときのダイヤ改正により、以下のように変更。
    1. 「東海」の昼行・夜行各1往復と「はまな」「ながら」廃止。「東海」は昼行4往復体制となる。
      - 「ながら」に関しては、廃止以後も「大垣夜行」の設定まで臨時夜行急行「ながら3号」として残った。

    2. 「するが」は修善寺駅（伊豆箱根鉄道駿豆線） - 三島駅 - 大垣駅間運転の臨時準急へ格下げ。ただし、臨時列車ながら毎日運転された。この時、「するが」の編成は大垣電車区に移管されたため、宮原電車区の「鷲羽」編成の広域運用は廃止となった。
- 1966年（昭和41年）
  - 3月5日：国鉄旅客運賃制度の改定に伴い「東海」「するが」「日本平」は急行列車に昇格。
  - 3月25日：「するが」が再び定期列車となり「中伊豆」（なかいず）と改称。
  - 9月25日：「日本平」が廃止。

### 急行「ごてんば」の登場と「東海」
- 1968年（昭和43年）

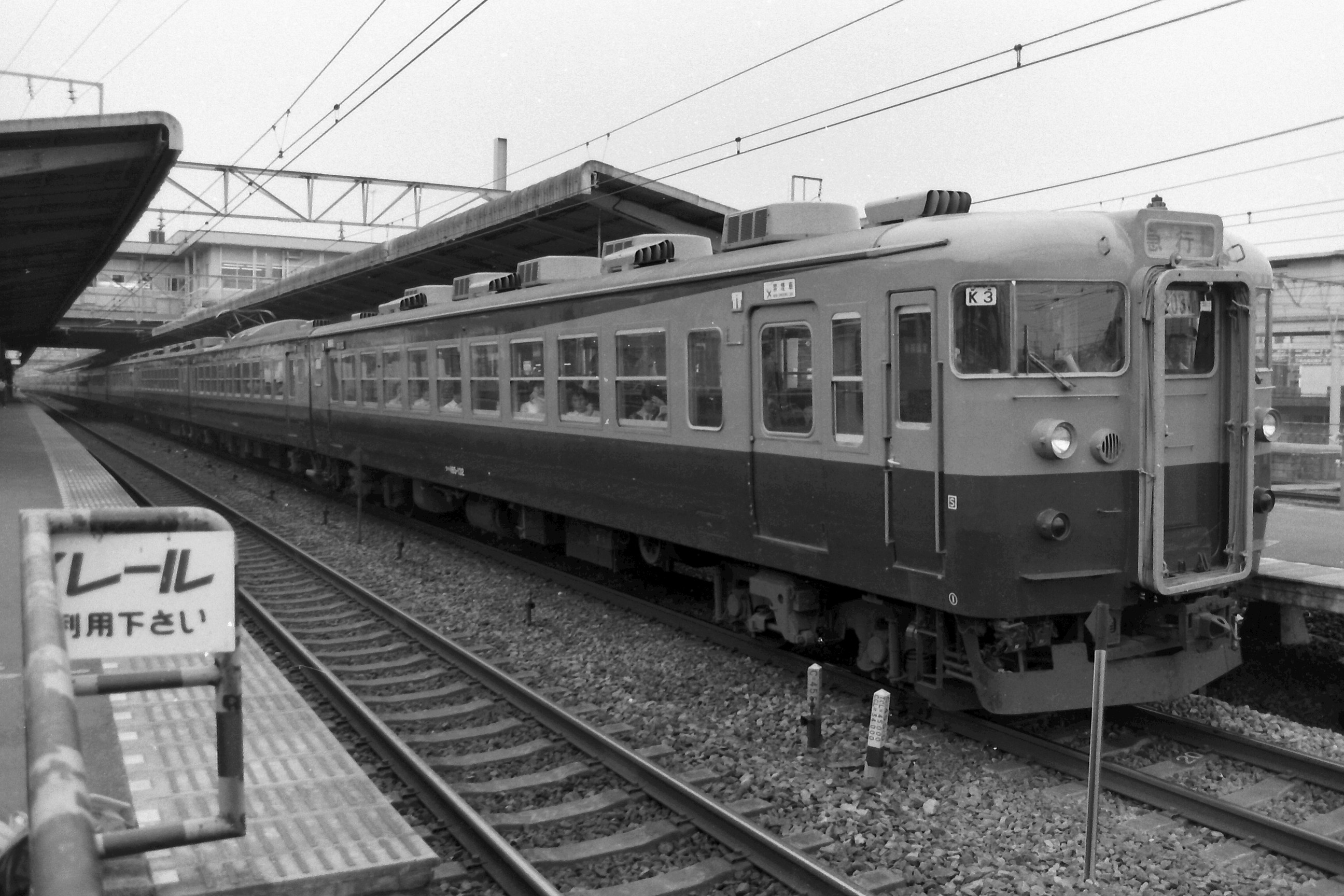
165系・167系 急行「東海・ごてんば」16両編成

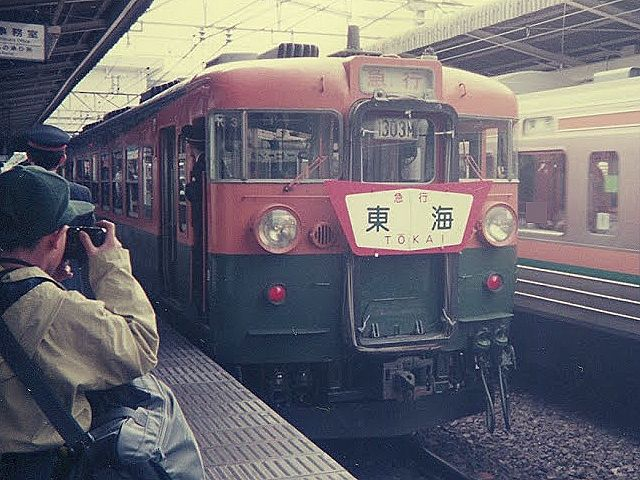
急行時代の最終日直前の「東海」。昭和30年代から昭和40年代のものを模したヘッドマークが装着されていた。

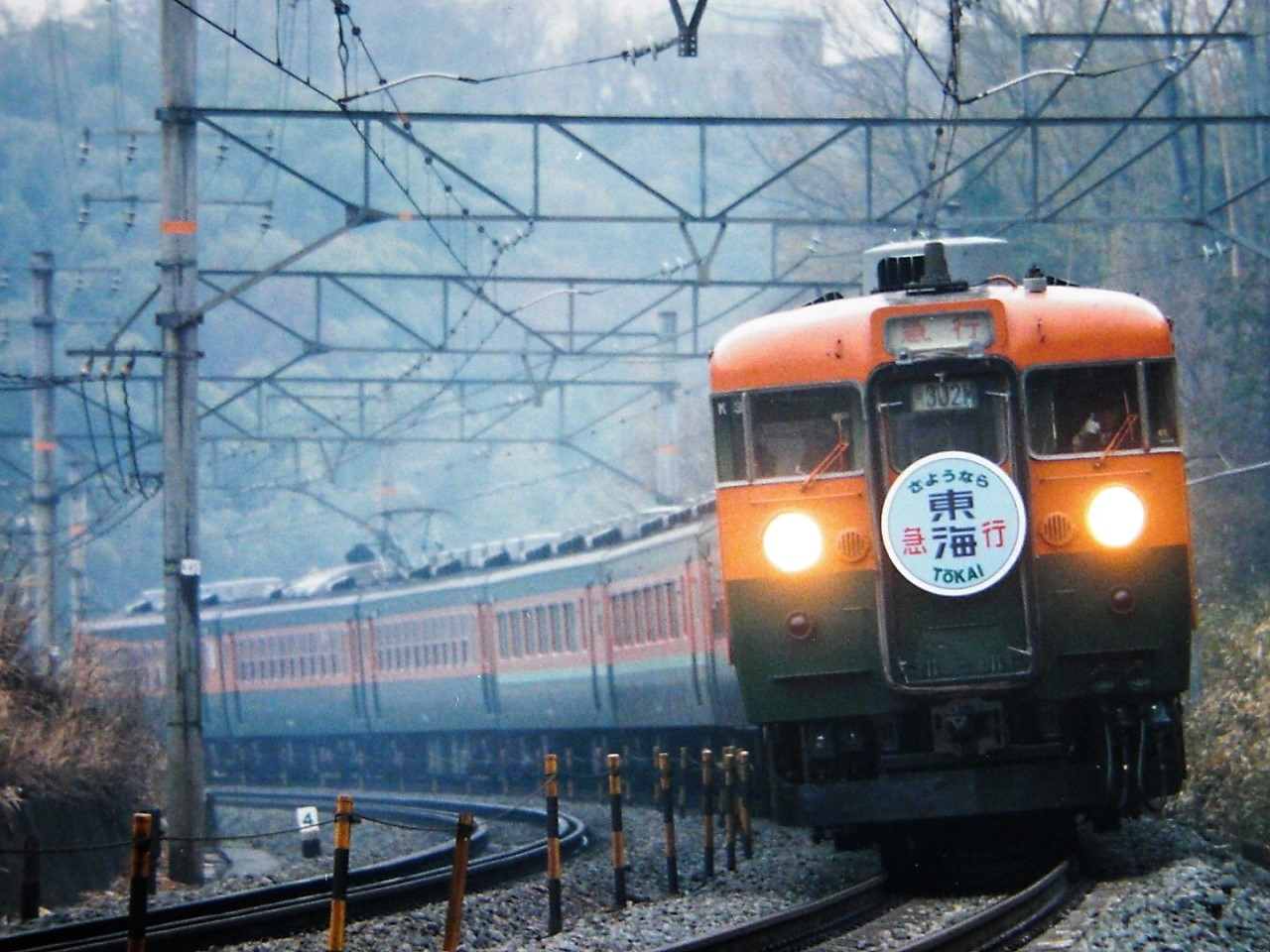
1996年3月15日、165系使用の最終日には80系時代の物を模したヘッドマークが装着された。

  - 2月：「東海」の一等車を冷房装置付きのサロ165形に置き換え。
  - 4月27日：東京駅 - 御殿場駅間を運行する急行「ごてんば」が下り4本・上り3本で運転開始。
    - 「ごてんば」は165系3両編成（13号車 - 15号車）で下り4号（土曜日運転）は全車、その他列車は1両を座席指定とする。東京駅 - 国府津駅間で「東海」または、東京駅 - 伊豆急下田駅間の急行「伊豆」と併結した。
    - なお、これらの急行は従来国府津駅通過であり、増解結時分捻出のため東京駅 - 熱海駅間で運転時分の調整を行った。

  - 10月1日：ヨン・サン・トオのダイヤ改正により、以下のように変更。
    1. 「東海」は下り2号・3号、上り2号・4号の運転区間を東京駅 - 静岡駅間に短縮。東京駅 - 名古屋駅・大垣駅間各1往復、東京駅 - 静岡駅間2往復となる。
    2. 「中伊豆」は臨時列車に格下げされ、「しゅぜんじ」に改称（のちに廃止）。
    3. 従来東京駅 - 大阪駅間に運転されていた夜行客車普通列車1往復に代えて、それまで運転されていた臨時夜行急行列車「ながら3号」を普通列車化・定期運用化する形で東京駅 - 大垣駅に夜行普通列車（通称：大垣夜行）を設定。
    4. 「東海」の一等車に冷房装置付きのサロ163形が加わる[5]。
- 1970年（昭和45年）10月1日：「ごてんば」の指定席を廃止し、全車自由席に変更。
- 1971年（昭和46年）2月1日：「ごてんば」の下り3号・上り1号を定期格上げ、土曜運転の下り4号を廃止して定期2往復・季節1往復運転となる。
- 1972年（昭和47年）3月15日：「東海」は運転区間を全列車東京駅 - 静岡駅間に変更。以降、静岡駅以西の運転は新幹線午前工事運休日の上り臨時列車のみとなる。
- 1973年（昭和48年）4月1日：東京駅の東北新幹線乗入れに伴う構内工事のため、「東海」「ごてんば」は下り2号を品川駅始発とする。
- 1975年（昭和50年）3月10日：「東海」の編成内に155系が連結されるようになる[6]。
- 1976年（昭和51年）2月25日：この日「新幹線若返り工事」による東海道新幹線の半日運休により、代替列車として当列車名を冠した臨時列車が東海道本線上で運転される。その後も工事日の度に運転され、1982年の工事終了まで続く。なお、使用車両は大垣電車区の159系と田町電車区の155系とした。
- 1980年（昭和55年）10月1日：ダイヤ改正により、以下のように変更。
  1. 「東海」の2往復、「ごてんば」の1往復を廃止。
  2. 「東海」への155系の編成への組み込みが終了[6]。
- 1981年（昭和56年）10月1日：「東海」4号の浜松駅 - 静岡駅間を普通列車として延長運転。また急行「ごてんば」は167系4両編成に変更となり、「東海」と併結する東京駅 - 国府津駅間では在来線旅客列車最長の16両編成となった。
  - なお、80系電車以来、湘南電車では15両編成に荷物電車を連結した16両編成が存在したが、16両全車両が旅客車というのは在来線では本列車群が廃止された以降でもほかに例がない。
- 1982年（昭和57年）11月15日：「東海」の全列車が165系に置換えられる。
  - ただし、一部検査周期の関係から、1983年2月までモハ153, 152-1, 159、サハ153-210, 212など153系の使用が続いた。
- 1985年（昭和60年）3月14日：急行「ごてんば」が廃止され、旅客列車での16両編成が消滅。
  - 御殿場線内停車駅：国府津駅 - 松田駅 - 山北駅 - 駿河小山駅 - 御殿場駅
- 1986年（昭和61年）11月1日：「東海」4号の始発駅を浜松駅から静岡駅に変更、12両編成から11両編成となる。
- 1989年（平成元年）3月11日：「東海」車両の受持ちが大垣電車区から静岡運転所に変更。
- 1992年（平成4年） 3月14日：「東海」は東京到着後大垣夜行として折り返す4号を除き、11両編成から8両編成となる。

### 「東海」の特急列車化
- 1996年（平成8年）3月16日：「東海」の車両を老朽化した165系から373系に置換えて、特急列車に昇格[2]。この結果、急行時代まで連結していた自由席グリーン車の連結がなくなった他、6両編成に減車された。また、大垣夜行は全車指定席の快速「ムーンライトながら」となった[7]。
- 1996年（平成8年）7月25日：「しなの」「ひだ」などとともに列車名に「（ワイドビュー）」の冠を称するようになる。
- 2001年（平成13年）3月：東日本区間で、定期乗車券と自由席特急券との併用を解禁。それまでは、ほかの在来線特急の多くで認められるようになっていた定期乗車券と自由席特急券の併用が「踊り子」「東海」では長らく認められておらず、別途普通乗車券を購入する必要があった。
- 2007年（平成19年）3月18日：「東海」が廃止[1]。

## 臨時列車
特急「東海」廃止以降も、東海道本線静岡地区において開催された各種イベントに対応するため、多数の臨時特急・臨時急行・臨時快速列車が設定されている。
使用車両は特記するものを除いて、すべて373系1編成（3両）で運転されている。
| 年     | 列車名                            | 種別 | 運行日           | 運行区間                                              | 備考 |
| ------ | --------------------------------- | ---- | ---------------- | ----------------------------------------------------- | --- |
| 2000年 | OPEN!しずおか                     | 特急 | 4月1日           | 浜松駅 - 東静岡駅（片道）                             | F7編成で運転。東静岡駅開業記念の臨時列車。                                                                                           |
| 2012年 | いわたウォーキング号              | 快速 | 12月9日（日）    | 沼津駅 - 浜松駅                                       | 371系7両で運転。磐田駅で開催された「みんなで軽トラ市」関連                                                                           |
| 2013年 | おやまウォーキング号              | 快速 | 6月23日（日） ） | 静岡駅 - 駿河小山駅                                   | 371系7両で運転。さわやかウォーキングに伴う臨時列車                                                                                   |
| 2016年 | トレインフェスタ号                | 急行 | 5月14日、5月15日 | 1号・4号：熱海駅 - 静岡駅 2号・3号：浜松駅 - 東静岡駅 | 静岡市内で開催された「トレインフェスタ」関連                                                                                         |
| 2017年 | さわやかウォーキング号            | 快速 | 2月25日（土）    | 名古屋駅 - 浜松駅（片道）                             | F12編成で運転。さわやかウォーキングに伴う臨時列車                                                                                    |
| 2017年 | さわやかウォーキング号            | 快速 | 3月25日（土）    | 往路：沼津駅 - 三河安城駅 復路：安城駅 - 沼津駅       | F10編成で運転。さわやかウォーキングに伴う臨時列車                                                                                    |
| 2018年 | さわやかウォーキング500万人記念号 | 快速 | 3月25日（土）    | 名古屋駅 - 浜松駅                                     | F3編成で運転。さわやかウォーキングに伴う臨時列車                                                                                     |
| 2018年 | 愛知☆静岡ＤＣトレイン号           | 急行 | 12月15日（土）   | 名古屋駅 - 静岡駅（往復）                             | 往路：373 系（3両編成）、復路：キハ 75 形（3両編成）で運転。愛知デスティネーションキャンペーン関連                                   |
| 2019年 | 焼津ミナミマグロ満喫号            | 急行 | 6月8日           | 名古屋駅 - 焼津駅（片道）                             | F1編成で運転。静岡デスティネーションキャンペーン関連                                                                                 |
| 2022年 | 島田ぼんぼんまつり号              | 快速 | 5月28日          | 三島駅 - 島田駅（片道）                               | F9編成で運転 |
| 2022年 | 袋井風鈴まつり号                  | 快速 | 6月4日           | 三島駅 - 袋井駅（片道）                               | F2編成で運転 |
| 2022年 | 島田大帯まつり号                  | 快速 | 10月8日          | 三島駅 - 金谷駅（片道）                               | F9編成で運転 |
| 2022年 | 菊川de逢える号                    | 快速 | 11月13日         | 三島駅 - 菊川駅（片道）                               | F3編成で運転 |
| 2023年 | 家康公 袋井可睡齊号               | 快速 | 1月28日          | 三島駅 - 袋井駅（片道）                               | NHK大河ドラマ『どうする家康』関連 F11編成で運転                                                                                      |
| 2023年 | 家康公 駿府大御所号               | 快速 | 2月18日          | 三島駅 - 静岡駅（片道）                               | NHK大河ドラマ『どうする家康』関連 F11編成で運転                                                                                      |
| 2023年 | 家康公 出世の街浜松号             | 快速 | 3月19日          | 三島駅 - 浜松駅（片道）                               | NHK大河ドラマ『どうする家康』関連 F1編成で運転                                                                                       |
| 2023年 | 藤枝 藤まつり号                   | 快速 | 4月22日          | 三島駅 - 藤枝駅（片道）                               | F2編成で運転 |
| 2023年 | 島田ぼんぼん祭り号                | 快速 | 5月27日          | 三島駅 - 島田駅（片道）                               | F6編成で運転 |
| 2023年 | ラブライブ!サンシャイン!!号       | 急行 | 6月18日          | 浜松駅 - 沼津駅（片道2便）                            | 第1便は6両編成（F2+F8編成）、第2便は3両編成（F9編成）で運転 「推し旅UPDATE ラブライブ!サンシャイン!!沼津ゲキ推しキャンペーン」関連） |
| 2023年 | 浜松 家康公祭り                   | 快速 | 10月14日（土）   | 名古屋駅 - 浜松駅（片道）                             | 313系8000番台6両編成で運転 |
| 2023年 | 焼津 魚（とと）フェス号           | 快速 | 11月5日          | 三島駅 - 焼津駅（片道）                               | F10編成で運転 |
| 2023年 | 菊川de逢える号                    | 快速 | 11月19日         | 三島駅 - 菊川駅（片道）                               | F5編成で運転 |
| 2024年 | 袋井 可睡齋ひなまつり号           | 快速 | 2月24日          | 三島駅 - 袋井駅（片道）                               | F13編成で運転 |
| 2024年 | 掛川 梅まつり号                   | 快速 | 2月25日          | 三島駅 - 掛川駅（片道）                               | F13編成で運転 |
| 2024年 | みんなで花博レッツ号              | 快速 | 4月14日          | 三島駅 - 舞阪駅（片道）                               | F3編成で運転 |
| 2024年 | 藤枝 藤まつり号                   | 快速 | 4月20日（土）    | 三島駅 - 藤枝駅（片道）                               | F7編成で運転 |
| 2024年 | 島田ぼんぼん祭り号                | 快速 | 5月25日（土）    | 三島駅 - 島田駅（片道）                               | F8編成で運転 |
| 2024年 | さわやかウォーキング号            | 快速 | 6月8日（土）     | 浜松駅 - 松田駅（往復）                               | F11編成で運転 |
| 2024年 | さわやかウォーキング号            | 快速 | 6月15日（土）    | 浜松駅 - 駿河小山駅（往復）                           | F13編成で運転 |
| 2024年 | 20th 夢乗せる菊川号               | 快速 | 6月22日（土）    | 三島駅 - 菊川駅（片道）                               | 菊川市制20周年記念式典、及びさわやかウォーキング開催関連                                                                             |

ヘッドマークは列車名にさわやかウォーキング号と付くものは用意された方向幕で、特別な列車名を冠する列車については特別デザインのものをステッカーで作成し貼付にて掲示する。2022年以降の列車ではセミコンパートメント区画を座席販売せず、イベント等に関する展示スペースとして使用。